# عين ماردة (عين بوعلي)
عين ماردة هي إحدى مشيخات المملكة المغربية، تتبع جغرافيا لإقليم مولاي يعقوب وإداريًا لعين بوعلي. يقدر عدد سكانها بـ 6352 نسمة حسب الإحصاء الرسمي للسكان والسكنى لسنة 2004.